# Turandot (film 1934)
Turandot (Prinzessin Turandot) è un film del 1934 diretto da Gerhard Lamprecht.

## Trama
Lunatica e capricciosa, la principessa Turandot fa inquietare i genitori, l'imperatore e l'imperatrice della Cina. Turandot coinvolge tutta la corte in una lunga sequenza di indovinelli ma, a colui che non li indovina, viene tagliata la testa. Il principe di Samarcanda, uno dei condannati, viene visto sfilare sul carro che lo porta al patibolo dal giovane Kalaf che, allora, decide di mettere fine a quella barbara consuetudine. Ma, portato davanti ai giudici, Kalaf viene a scoprire che si tratta solo di una messa in scena: la storia degli indovinelli e delle esecuzioni è una delle invenzioni di Turandot per ravvivare la smorta corte cinese. Kalaf, innamorato della principessa, la incontra di notte nei giardini del parco: il loro amore suscita l'entusiasmo del popolo che spera finalmente di assistere alla fine delle bizze dell'eccentrica principessa.

## Produzione
Il film fu prodotto dall'Universum Film (UFA).

## Distribuzione
Distribuito dall'Universum Film (UFA), uscì nelle sale cinematografiche tedesche il 30 novembre 1934 presentato in prima a Berlino al Gloria-Palast.